# 鴻巣市立鴻巣中学校
鴻巣市立鴻巣中学校（こうのすしりつ こうのすちゅうがっこう）とは、埼玉県鴻巣市東にある公立中学校。通称「鴻中（こうちゅう）」。進学実績も好調で、慶應志木、早大本庄などの難関私立や、浦和、浦和第一女子、大宮、春日部といった県立トップ校にも進学している。

## 沿革
- 1947年4月1日 - 新学制実施に伴い鴻巣町立鴻巣中学校として開校
- 1956年5月16日 - 常光中学校を統合
- 1975年4月1日 - 馬室中学校を統合
- 1987年11月20日 - 創立40周年記念式典を挙行、「友情の広場」造成

## 部活動
★が付いている部活動は、男女が分かれている。
運動部
- 野球部
- サッカー部
- 陸上部
- バレーボール部 ★
- バスケットボール部 ★
- 卓球部 ★
- ソフトテニス部 ★
- 剣道部
- 柔道部

文化部
- 理科研究部
- 美術部
- 吹奏楽部
- 家庭部
- 書道部
- 手芸和紙部

以前存在した部活動
- 文芸部
- 技術部（理科研究部と併合）
- 新体操部

## 著名な出身者
- 音月桂 - 元宝塚歌劇団雪組トップスター